# Ivan Majstorović
Ivan Majstorović (* 13. September 1959 in Ljubuški) ist ein deutscher Handballspieler und -trainer kroatischer Abstammung.
Majstorović war mit Medveščak Zagreb jugoslawischer Pokalsieger. 1984 kam er vom RK Zagreb nach Deutschland zum VfL Heppenheim und schaffte dort den Aufstieg in die 2. Bundesliga Süd. In der 2. Bundesliga wurde er 1985 und 1991 Torschützenkönig.
Mit dem TV Eitra stieg er 1991 in die 1. Handball-Bundesliga auf. Nach zahlreichen Stationen als Spieler war Majstorović bis Juli 2011 Projektmitarbeiter für ein Pilotprojekt im Bereich Kooperation Schule-Verein.
Der Betriebswirt hat ein Kind.